# Dr.-Ruer-Platz

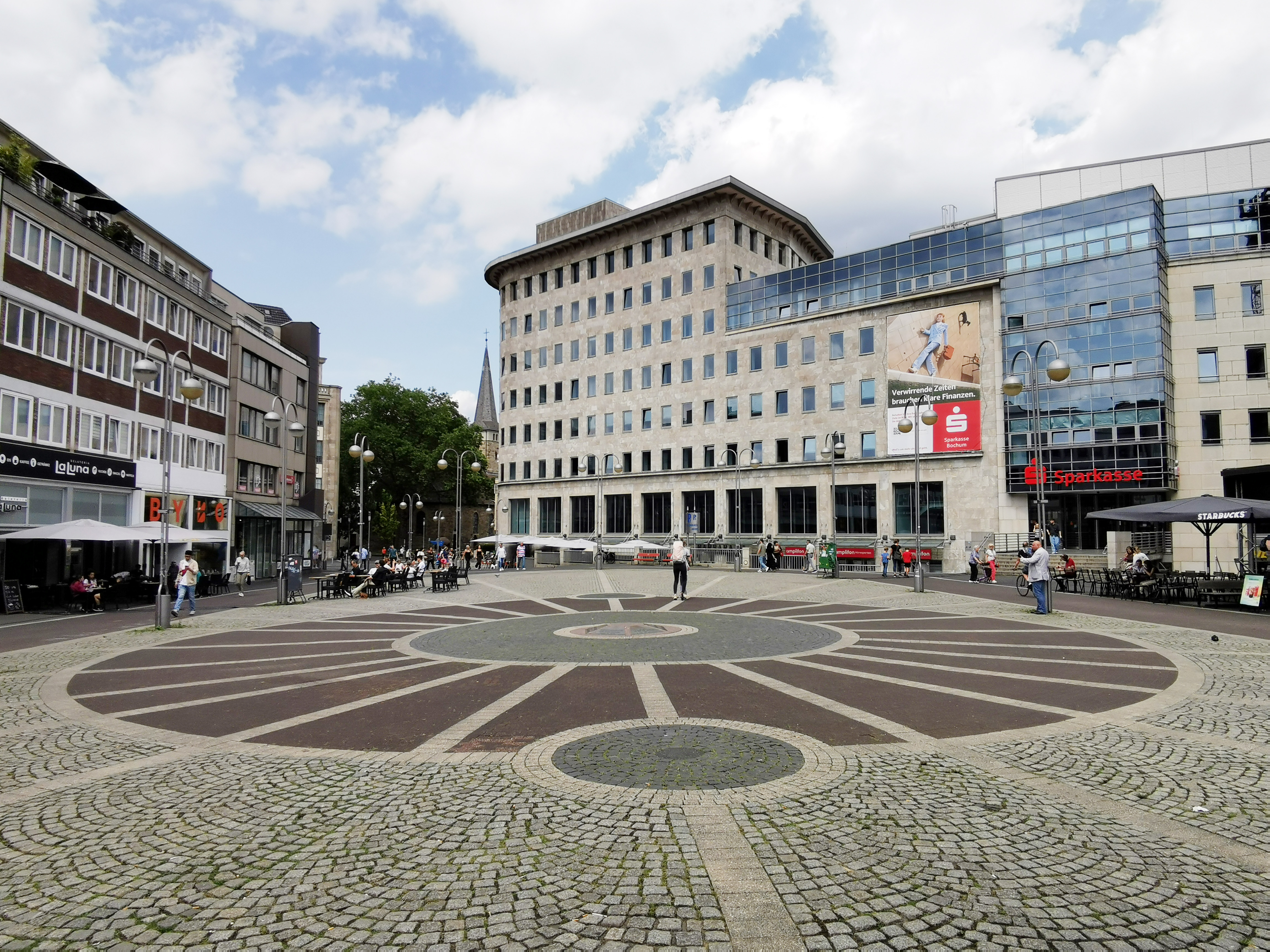
Der Dr.-Ruer-Platz liegt im Zentrum Bochums, zu erkennen sind die Erinnerungstafeln an Dr. Ruer (im Hintergrund das Hauptgebäude der Sparkasse Bochum)

Der Dr.-Ruer-Platz ist einer der großen Innenstadtplätze in Bochum. Er entstand erst nach dem Zweiten Weltkrieg und ist somit einer der jüngsten Plätze in der Bochumer Innenstadt.

## Vor der Platzentstehung
Nördlich der heutigen Platzsituation endete die Bochumer Altstadt mit dem städtischen Graben, nachdem die Grabenstraße benannt ist. Bereits in den 1880er-Jahren war dieser Teil der Stadt bebaut. Hier führten die Wilhelmstraße, die heutige Huestraße, sowie die Louisenstraße [sic] entlang. Letztere wäre heute zum Teil der Ostrand des Platzes.
An der Wilhelmstraße stand seit 1863 bis zur Zerstörung in der NS-Zeit die Synagoge, und auch die jüdische Schule und das Gemeindezentrum. Sie wären heute am südwestlichen Teil des Platzes, und mit der Synagoge eines der markantesten Gebäude der Innenstadt. 
Der Hauptsitz der Sparkasse Bochum, der damaligen Bochumer Kommunalbank wurde von dem Architekten Wilhelm Kreis 1925 entworfen und in den Jahren 1927 bis 1929 durch den Architekten Bernhard Wielers errichtet. Im Zweiten Weltkrieg erlitt das Gebäude Kriegsschäden. Das Gebäude begrenzt heute den Platz nach Norden. 

## Dr.-Ruer-Platz
Nach dem Zweiten Weltkrieg und der Zerstörung der Bochumer Innenstadt gab es in diesem Bereich einen großen Freiraum. Im Neuordnungsplan für den Wiederaufbau war hier kein Platz vorgesehen. Er entstand erst ab 1950 aus politischer Initiative. Der Platz wurde 1959 nach dem ehemaligen Oberbürgermeister Dr. Ruer benannt, der von 1925 bis 1933 im Amt und entscheidend für die Entwicklung der Stadt war. Die Nationalsozialisten haben den jüdischen Politiker 1933 in den Selbstmord getrieben. Die Benennung des Platzes steht damit in einer Reihe mit Ortsbenennungen von Vertretern von Verfolgten der NS-Zeit wie Husemannplatz, Springerplatz, Imbusch-Platz, Appolonia-Pfaus-Park und andere Orte in Bochum.
Der Platz wurde unterkellert und seit 1961 befand sich hier die Großtank- und Tiefgarage P2, die als älteste Tiefgarage Deutschlands gilt. Bis zum Beginn der 1980er begrenzten Tankstelle und Einfahrt den Platz zur Huestraße hin.
In den 1980 wurde der Platz nach Plänen des Architekten Karl Friedrich Gehse neu gestaltet. Sie blieb allerdings unvollständig. Nach den ursprünglichen Plänen sollte der Platz einen Obelisken zum Gedenken an Dr. Ruer erhalten. Die Erinnerungstafeln sind heute im Boden eingelassen und wurden am 29. Juli 1983, dem 50. Todestag von Dr. Ruer, eingeweiht.
Auf dem Platz findet am Dienstag und Freitag der Wochenmarkt statt, und daneben auch andere Veranstaltungen wie der Weihnachtsmarkt und der Bochumer Musiksommer.
Seit 2023 erinnert neben der am Platz liegenden Apotheke eine private Erinnerungstafel an Dr. Ruer.